# Jack Kemp
Pour les articles homonymes, voir Kemp.
Jack French Kemp, né le 13 juillet 1935 à Los Angeles (Californie) et mort le 2 mai 2009 à Bethesda (Maryland), est un joueur de football américain et homme politique américain. Membre du Parti républicain, il est représentant fédéral de l'État de New York entre 1971 et 1989, secrétaire au Logement et au Développement urbain entre 1989 et 1993 durant la présidence de George H. W. Bush puis candidat à la vice-présidence des États-Unis en 1996 sur le ticket républicain formé par Robert Dole.

## Biographie

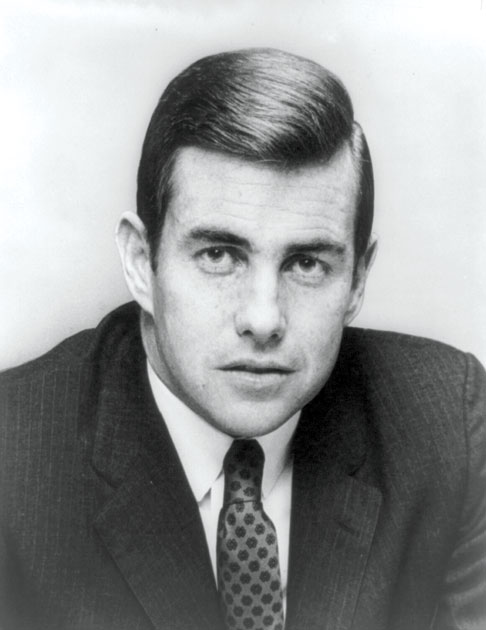
Jack Kemp vers 1975.

Il passe toute son enfance à Los Angeles. En 1957, Jack Kemp commence une carrière de footballeur professionnel dans l'équipe des Lions de Détroit (Detroit Lions). Joueur de football populaire, engrangeant les victoires et les coupes avec notamment les Pittsburgh Steelers, les New York Giants ou encore les Buffalo Bills, il détiendra à titre personnel de nombreux records sportifs.
Il commence sa carrière politique chez les républicains en représentant Buffalo (État de New York) à la Chambre des représentants au Congrès américain de 1971 à 1989. En 1988, il se présente aux primaires républicaines mais est battu. De 1989 à 1993, il est secrétaire au Logement et au Développement urbain dans le cabinet présidentiel de George H. W. Bush.
En 1996, le candidat républicain à la présidence, Bob Dole, le choisit comme colistier pour la vice-présidence. Ils sont battus par le ticket démocrate sortant mené par Bill Clinton. En 2000, contre toute attente, il ne concourt pas aux primaires républicaines en vue de l'élection présidentielle et apporte son soutien au candidat, alors gouverneur du Texas, George W. Bush.
Atteint d'un cancer, il meurt le 2 mai 2009 à l'âge de 73 ans.

## Décoration
- Médaille présidentielle de la Liberté